# Плотников, Владимир Юрьевич
Влади́мир Ю́рьевич Пло́тников (род. 5 июля 1943) — советский и российский дипломат, чрезвычайный и полномочный посол Российской Федерации в Индонезии и ряде сопредельных государств по совместительству (2000—2004) и в Лаосской Народно-Демократической Республике (2007—2010). На дипломатической работе с 1967 по 2010 год.

## Биография
Родился 5 июля 1943 года в Москве. В 1967 году окончил факультет международных отношений МГИМО МИД СССР, в 1982 году — Дипломатическую академию МИД СССР. Владеет индонезийским, английским и французским языками.
Поступил на работу в Министерство иностранных дел СССР в 1967 году. Занимал различные должности в центральном аппарате МИД и за рубежом.
- В 1967—1971 годах — сотрудник Генерального консульства СССР в Сурабае, Республика Индонезия.
- В 1971—1973 годах — атташе Второго Дальневосточного отдела МИД СССР.
- В 1973—1979 годах — сотрудник посольства СССР в Индонезии.
- В 1979—1980 годах — второй секретарь Второго Дальневосточного отдела МИД СССР.
- В 1980—1982 годах — слушатель Дипломатической академии МИД СССР.
- В 1982—1983 годах — сотрудник посольства СССР в Индонезии.
- В 1983—1984 годах — советник Второго Дальневосточного отдела МИД СССР.
- В 1984—1989 годах — советник посольства СССР в Бангладеш.
- В 1989—1993 годах — начальник отдела Управления по общим проблемам Азиатско-Тихоокеанского региона МИД СССР, затем МИД Российской Федерации.
- В 1993—1997 годах — советник-посланник посольства Российской Федерации в Индонезии.
- В 1997—1999 годах — заместитель директора Второго департамента Азии МИД России.
- В 1999—2004 годах — чрезвычайный и полномочный посол Российской Федерации в Республике Индонезия. Был аккредитован в качестве посла в ряде сопредельных с Индонезией государств по совместительству: в Республике Кирибати, в Независимом Государстве Папуа — Новая Гвинея, в Демократической Республике Восточный Тимор[1][2][3][4].
- В 2004—2006 годах — главный советник Департамента стран АСЕАН и общеазиатских проблем МИД России[5].
- В 2007—2010 годах — чрезвычайный и полномочный посол Российской Федерации в Лаосе[6][7].

С 2010 года в отставке.

## Семья
Женат на Кунтыш Людмиле Михайловне, с мая 2013 года занимающей должность представителя Россотрудничества в Лаосе. Имеет дочь и двух внуков.

## Дипломатический ранг
- Чрезвычайный и полномочный посланник 2 класса (2 июня 1993)[9].
- Чрезвычайный и полномочный посланник 1 класса (15 января 2001)[10].
- Чрезвычайный и полномочный посол (8 июля 2004)[11].